# Kristína Kučová
Kristína Kučová (ur. 23 maja 1990 w Bratysławie) – słowacka tenisistka, mistrzyni juniorskiego US Open w roku 2007. Tenisistka praworęczna, grająca oburęczny forhend i bekhend.

## Kariera tenisowa
Kučová treningi tenisowe rozpoczęła w wieku sześciu lat. 10 września 2007 osiągnęła trzecią pozycję w klasyfikacji światowej juniorek. Występy w turniejach ITF rozpoczęła w kwietniu 2004 roku od Pucharu Słowacji, ale została pokonana już w pierwszej rundzie. W czerwcu 2005 po raz pierwszy znalazła się w finale takiej imprezy w Niemczech. Przegrała 1:6, 1:6 z Jarosławą Szwiedową. Na pierwszy juniorski tytuł czekała ponad pół roku, wygrywając w styczniu 2006 imprezę tenisową w Caracas. Wielokrotnie osiągała finały, a drugie zwycięstwo – a zarazem najważniejsze w dotychczasowej karierze sportowej – odniosła w Nowym Jorku. Okazała się najlepszą juniorką US Open, eliminując w finale Urszulę Radwańską. Wcześniej pokonała Anastasiję Pawluczenkową i Oksanę Kalasznikową.
W 2020 roku odniosła triumf w zawodach WTA 125K series w Pradze, w finale pokonując Elisabettę Cocciaretto wynikiem 6:4, 6:3.

## Finały turniejów WTA
| Legenda                     | Legenda |
| --------------------------- | ------- |
| Wielki Szlem                |         |
| Igrzyska olimpijskie        |         |
| WTA Tour Championships      |         |
| 2009 – 2020                 |         |
| WTA Premier Mandatory       |         |
| WTA Premier 5               |         |
| WTA Premier                 |         |
| WTA International Series    |         |
| WTA 125K series (2012–2020) |         |
| od 2021                     |         |
| WTA 1000 (obowiązkowe)      |         |
| WTA 1000 (nieobowiązkowe)   |         |
| WTA 500                     |         |
| WTA 250                     |         |
| WTA 125                     |         |

### Gra pojedyncza 1 (0–1)
| Końcowy wynik | Nr | Data          | Turniej | Nawierzchnia | Przeciwniczka   | Wynik finału |
| ------------- | -- | ------------- | ------- | ------------ | --------------- | ------------ |
| Finalistka    | 1. | 25 lipca 2021 | Gdynia  | Ceglana      | Maryna Zanewśka | 4:6; 6:7(4)  |

## Finały turniejów WTA 125K series

### Gra pojedyncza 1 (1–0)
| Końcowy wynik | Nr | Data            | Turniej | Nawierzchnia | Przeciwniczka          | Wynik finału |
| ------------- | -- | --------------- | ------- | ------------ | ---------------------- | ------------ |
| Zwyciężczyni  | 1. | 6 września 2020 | Praga   | Ceglana      | Elisabetta Cocciaretto | 6:4, 6:3     |

## Wygrane turnieje rangi ITF
| turnieje z pulą nagród 100 000 $   |
| turnieje z pulą nagród 75/80 000 $ |
| turnieje z pulą nagród 50/60 000 $ |
| turnieje z pulą nagród 25 000 $    |
| turnieje z pulą nagród 15 000 $    |
| turnieje z pulą nagród 10 000 $    |

### Gra pojedyncza
|     | Data       | Turniej             | Kat. | ($)    | Naw.   | Finalistka             | Wynik            |
| 1.  | 14/05/2007 | Michalovce          | ITF  | 10 000 | ziemna | Katarzyna Piter        | 2:6, 6:3, 6:4    |
| 2.  | 18/06/2012 | Alkmaar             | ITF  | 10 000 | ziemna | Janina Toljan          | 6:3, 6:4         |
| 3.  | 08/07/2012 | Denain              | ITF  | 25 000 | ziemna | Michaela Hončová       | 6:2, 1:6, 6:2    |
| 4.  | 28/07/2013 | Contamines-Montjoie | ITF  | 25 000 | ziemna | Clothilde de Bernardi  | 7:5, 6:7(3), 6:3 |
| 5.  | 18/08/2013 | Krajowa             | ITF  | 50 000 | ziemna | Alberta Brianti        | 7:5, 3:6, 6:4    |
| 6.  | 27/07/2014 | Sobota              | ITF  | 50 000 | ziemna | Sesił Karatanczewa     | 1:6, 7:5, 6:3    |
| 7.  | 31/08/2014 | Fleurus             | ITF  | 25 000 | ziemna | Jewgienija Rodina      | 6:3, 6:4         |
| 8.  | 28/02/2015 | Beinasco            | ITF  | 25 000 | ziemna | Barbora Krejčíková     | 6:4, 7:6(3)      |
| 9.  | 05/07/2015 | Toruń               | ITF  | 25 000 | ziemna | Giulia Gatto-Monticone | 4:6, 6:1, 6:4    |
| 10. | 26/09/2015 | Bucza               | ITF  | 25 000 | ziemna | Alexandra Cadanțu      | 4:6, 7:6(5), 6:0 |
| 11. | 14/04/2019 | Dothan              | ITF  | 80 000 | ziemna | Lauren Davis           | 3:6, 7:6(9), 6:2 |

## Finały juniorskich turniejów wielkoszlemowych

### Gra pojedyncza (1)
| Końcowy wynik | Rok  | Turniej | Nawierzchnia | Przeciwniczka     | Wynik finału     |
| Zwyciężczyni  | 2007 | US Open | Twarda       | Urszula Radwańska | 6:3, 1:6, 7:6(4) |